# 齊整 (宣德庚戌進士)
齊整（1393年—？），字文肅，河南開封府祥符縣人，明朝政治人物。進士出身。

## 生平
河南鄉試第五十二名。宣德五年（1430年）丁丑科會試第六十名，殿試登進士第三甲第五十二名。

## 家族
曾祖父齊允恭。祖父齊子中。父亲齊彥誠。